# 享保の大飢饉
享保の大飢饉（きょうほうのだいききん）は、江戸時代中期に起こった飢饉である。江戸四大飢饉の一つに数えられる。

## 概要
享保年間は筑前国や筑後国（いずれも現・福岡県）凶作が続いており、福岡藩領内だけで1720年（享保5年）6月の洪水と1724年（享保9年）8月の風水害、1726年（享保11年）の旱魃、1729年（享保14年）6月の旱魃と8月の洪水と2-3年おきに凶作が続いていた。小倉藩や久留米藩も同様で、特に久留米藩領では1720年の洪水で山崩れ7,737ヶ所、倒壊家屋2,180戸、死者61人にのぼる被害を出した。土地の生産力に対し人口の増大が限界に達する中、立て続いた災害で生産力はさらに低下していった。
1731年（享保16年）末より天候が悪く、年が明けた1732年（享保17年）には5月、6月まで雨と低温が続くなど悪天候が続いた。麦の不作に加え、福岡藩領内では牛馬の疫病が流行し、約4,000頭が死んだことで耕作能力の低下に拍車をかけた。閏5月にはコメが実り始めて農民を喜ばせたが、6月半ばになると害虫が「田地の水に浮いて川に流れ出るに、水の色も変ずるほど也」と『石城志』が記録するほど大発生した。既に鯨油を用いてウンカを駆除する方法は確立されていたが繁殖力は高く、稲が腐り甚大な被害をもたらし蝗害として記録された。さらに梅雨からの長雨が約2か月間にも及び、冷夏をもたらした。
害虫と冷夏により中国・四国・九州地方の西日本各地が凶作に見舞われ、とりわけ西海道（九州地方）の被害が深刻であり、瀬戸内海沿岸一帯もまた甚大な被害を受けた。
被害は西日本諸藩のうち46藩にも及んだ。46藩の総石高は236万石であるが、この年の収穫はわずか27パーセント弱の63万石程度であった。餓死者は1万2,000人にも達した。また、幕領内67万人、諸藩は197万人、あわせて250万人強の人々が飢餓に苦しんだといわれる。江戸・大坂・京都・伏見・奈良・大津・長崎などの各都市に流入した窮乏民も多かった。
福岡藩領内では、規定通りの年貢を収めることができたのは773村のうち26ヶ村に留まった。1731年の冬から1732年の夏にかけて疫病が流行したこともあり、7月には飢えた領民が葛を求めて山間部に入り始めた。施粥などを求めて福岡城下に流入した農民が多数行き倒れ、11月には餓死する者が現れた。冬に入ると餓死者が急増し1733年（享保18年）の秋までに約32万人の人口に対し約7万人から10万人が餓死した。表糟屋郡中原村（現・糟屋郡粕屋町）では、餓死や逃散で村民の人口が半減した。
小倉藩領内では7月下旬に害虫でほとんどの稲が腐ってしまい、餓死者は領民の約4分の1の4万1,195人にのぼった。、久留米藩領内では6月に入りウンカが大発生し、村々では59-100人が毎日虫追いを行い田1反につき3-4斗の虫をすくい取ったとある。久留米藩は郡奉行を派遣して年貢徴収を強行したが、例年の約2-3割にあたる約8万3,752俵のみの収穫しかなく、10月には餓死者が出始めた。翌1732年に入ると餓死者が急増し、秋の収穫までに1万1,198人が餓死し、久留米城下には物乞いや窃盗が横行した。
享保・天明・天保の三大飢饉については、名古屋の浮世絵師小田切春江が『凶荒図録』を著し、諸書を引用しながら被害の惨状と逸話を図入りで紹介している。『凶荒図録』には、身なりも立派で金100両を持っていた人物が路傍で餓死した事例も紹介されている。

## 対策・影響

### 経済対策
1733年（享保18年）正月、飢饉による米価高騰に困窮した江戸市民によって享保の打ちこわしが起こった。これには窮民2, 3000人が参加する大規模なものであった。江戸幕府第8代征夷大将軍の徳川吉宗は、本百姓の保護のため、これまで米価引き上げ政策を続け米市場にも介入していた。しかし米価高騰のため食糧を入手できない人が増えたため、従来の方針を改め非常手段として米価引き下げ政策に転じた。幕府は、大名に対しては金銀の貸与・在府諸役の免除・参勤交代の緩和などの措置をとって被害の緩和に努め、民間に対してはコメの買い占めを禁止して囲米の強制的な放出、酒造制限などをおこなった。
福岡藩では、1728年（享保13年）に勤休法を定めて俸禄の削減を実施していたが、1732年の享保の大飢饉で年貢増徴による財源確保が不可能になったため、蔵屋敷の蔵元を鴻池家に断られる事態となった。藩主の黒田継高は、1733年（享保18年）に吉田栄年を郡方に命じて
飢饉後の財政再建を任せた。吉田は1734年（享保19年）に用心除と呼ばれる米供出制度を作り、寺社や町中、郡、町浦ごとに備蓄米を確保したほか、荒廃した農村の復興のために、1月には春免極が導入し、翌2月には年貢率を引き下げて増作分の年貢を免除する減税策が採られた。12月には、農業に従事する奉公人の給銀を定めて領外への奉公を禁じたほか、1736年（元文元年）2月には荒廃した田畑の入植希望者に家作料を援助するなどの優遇策が採られた。さらに、櫨の栽培や石炭採掘の奨励、櫨や鶏卵、蜂蜜の専売制、産子養育の制度の整備などの対策が採られた。これらの再建策で1740年（元文5年）には飢饉に端を発する経済危機を脱し、前年の1739年（元文4年）には蔵元に鴻池善右衛門が就任し、大坂商人との関係が正常化されると共に、江戸や国元への送金と遠賀川流域の年貢米運送を鴻池家に一任した。1740年11月には、福博の商人が年1貫目の運上銀の納付を条件に米大豆相場所の開設許可を申請し、博多米会所が開設された。博多米会所では各地のコメの先物取引が行われたほか、各地の米価や災害などの相場の情報が集まった。運上や冥加銀の納付を条件に商人の株仲間が認められ、農村でも酒屋や米屋、質屋などに冥加銀の制度が導入された。しかし1748年（寛延元年）には蔵屋敷を質入れして160万貫を借入る事態となり、農村の生産人口も元には戻らず、疲弊した福岡藩の財政は廃藩置県まで回復しなかった。
久留米藩では、日本酒の醸造を禁じたほか、幕府からの借入金で財政危機を乗り越えた。1754年（宝暦4年）に8歳以上の領民から人別銀を取り立てようとしたが、約10万人が参加する大規模な一揆が発生した。

### 救済と慰霊
| つんなんごう、つんなんごう、荒戸の浜までつんなんごう - 施粥を求めて海浜部に向かった農民が歌った民謡 |

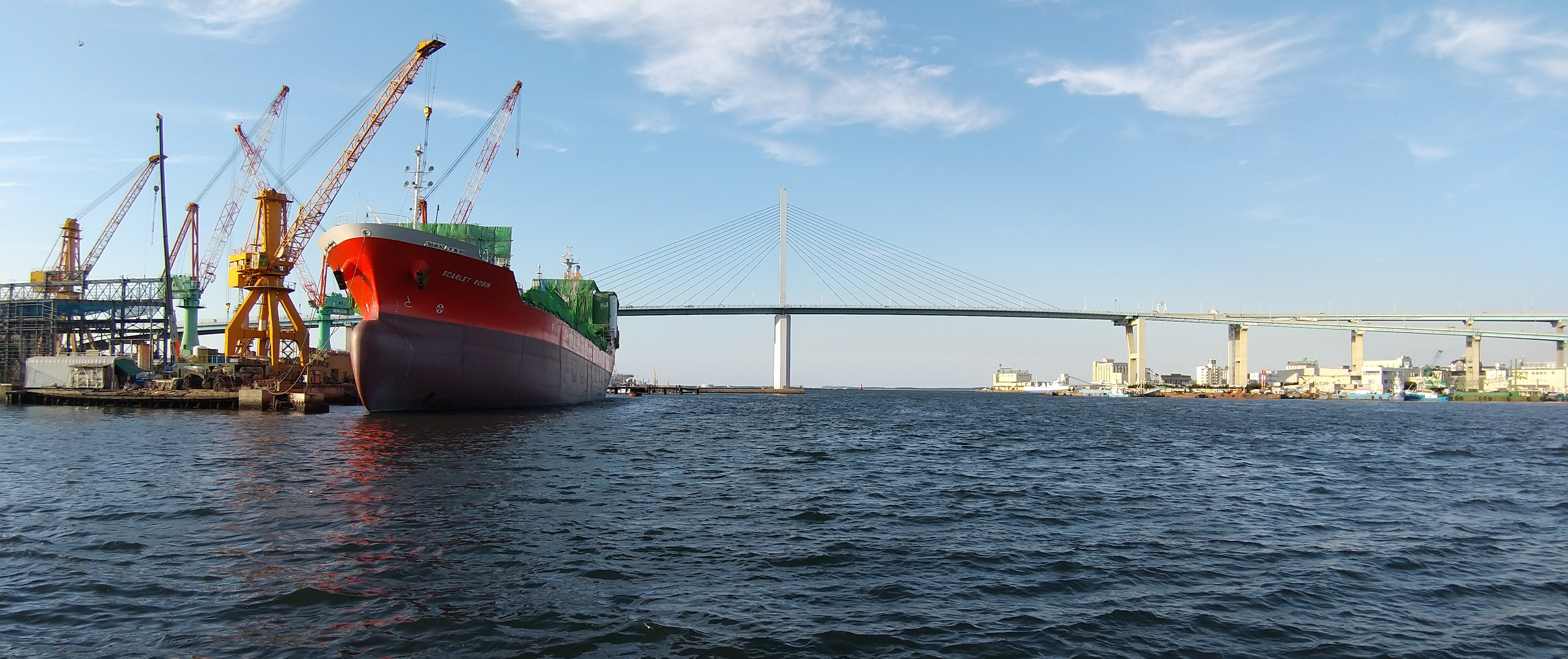
荒戸に近い荒津・港の海浜部

吉宗は富裕な町家や寺社には飢餓民救済を促し、蝗虫予防薬の販売推進や蝗害除去の祈祷もおこなわせている。福岡城下では、1732年7月4日に崇福寺と東長寺で死者の追福と五穀豊穣を祈る祈祷が行われたほか、博多の商人が義援金を募り、西町浜（現・福岡市博多区神屋町）の荒木屋で施粥を行った。12月には幕府の米も届き、魚町浜でも施粥が行われた。福岡城下には、餓死者を追悼する飢人地蔵が福岡市中央区南公園や博多区中洲などに残るほか、施粥を求めて海浜部に向かった農民が歌ったという民謡が近代まで残っていた。
小倉藩では領民に米や大豆を配給したほか、小倉城下の中津口門で施粥を行った。藩の命令で開善寺の住職である大宙禅師が領内を回り供養を行うと同時に、餓死者を記録して過去帳を作成した。
福岡藩領だった博多湾一帯には、享保の大飢饉に由来する地蔵尊や一字一石経などの供養塔が約40基現存し、今日も慰霊が続いている場所がある。1738年（元文3年）銘の一字一石経供養塔（粕屋町戸原）は、戸原村の庄屋の発願で建立された供養塔で7万個の経石に加え過去帳で記録が残ることから、粕屋町の史跡に指定された。
なお、江戸においても被害があり、この飢饉の死者の供養のために隅田川花火大会が始まったという言説が広く流布しているが、これは俗説で、享保の大飢饉と隅田川花火大会は無関係である。

### 甘藷の栽培
凶作の被害が深刻であった瀬戸内海沿岸地域にあって、大三島だけは下見吉十郎がもたらした甘藷（サツマイモ）によって餓死者を出すことはなく、それどころか余った米を伊予松山藩に献上する余裕があった。九州地方でも、島津氏の薩摩藩領のみは飢民が生じなかったといわれる。60歳という高齢で勘定役から大森代官（石見銀山および備中国・備後国に散在する天領の管理）に抜擢された井戸正明（井戸平左衛門）は窮民救済のため数々の施策をおこなった幕僚として知られ、飢饉対策の作物としてのサツマイモの効能にもいち早く気づき、「芋代官」と称された。
徳川吉宗も米以外の穀物の栽培を奨励し、試作を命じられた青木昆陽らによって小石川薬園や吹上御苑で甘藷栽培を行い、やがて東日本各地にも甘藷栽培が広く普及した。